# .sl
.sl là tên miền quốc gia cấp cao nhất (ccTLD) của Sierra Leone. Cho đến ngày 1 tháng 5, 2007, địa chỉ trang đăng ký chính thức của tên miền này bị báo lỗi 404 "Không tìm thấy".